# Ouvreur
Un ouvreur («abridor» en francés) en el deporte de rallies es un piloto que recorre los tramos antes del inicio del mismo para comprobar su estado y reconocer o prever los posibles cambios que puedan ser significativos para el piloto durante la carrera como la presencia de nieve, tierra suelta, etc. Para ello, el acompañante del ouvreur lleva una copia de las notas del copiloto y va anotando los cambios que considere oportuno. Una vez hecha la labor, se reúne con el piloto para compartirle sus observaciones y realizar los cambios en las notas.
El ouvreur, por lo general, conduce un vehículo similar al del piloto que representa, lleva una pegatina con el nombre para su identificación y debe respetar las normas de circulación, ya que no está en competición. En general, únicamente los equipos oficiales y aquellos con gran financiación cuentan con ouvreurs.
En muchas ocasiones, pilotos profesionales se ponen al servicio de otros pilotos para ejercer la labor de ouvreur. Por ejemplo, el español Dani Sordo contó con la ayuda de los hermanos Vallejo (Sergio y Diego), campeones de España en 2009, para el Rally de Bulgaria de 2010.

## Historia
El primer equipo de la historia de los rallies en usar los ouvreurs fue el British Motor Corporation en los años 60, gestionado por Stuart Turner, creador de los ouvreurs.
En el Campeonato del Mundo de Rally se ha permitido y prohibido la labor del ouvreur intermitentemente. En 2008 pilotos como Sébastien Loeb reclamaban cambios en la reglamentación así como en la autorización de los ouvreurs.
En 2010, 2011 y 2013 se permitieron los ouvreurs en las pruebas de asfalto.